# Íar mac Dedad
Íar mac Dedad (Íar, hijo de Deda mac Sin) fue un Rey legendario de Munster. Es el padre, o en algunas fuentes antepasado más lejano, de Eterscél Mór, y abuelo (o bisabuelo) del famoso Conaire Mór, ambos Reyes Supremos de Irlanda.
Íar puede ser el antepasado epónimo de los Érainn de Munster. Tanto el nombre personal como el tribal derivan de la misma raíz. Entre sus descendientes históricos, a través del posterior Rey Supremo Conaire Cóem, se encuentran los Dál Riata del Úlster y Escocia, y los Corcu Duibne, Múscraige, y Corcu Baiscind de Munster. Estos fueron conocidos como los Síl Conairi, una de las principales ramas descendientes de los Érainn.
El hermano de Íar fue Dáire mac Dedad, antepasado epónimo de los Dáirine, que sucedió a Íar como rey de Munster.